# 잎새
"잎새"는 2001년에 개봉한 대한민국의 영화이다.

## 캐스팅
- 박정철 : 김민규 역
- 최유정 : 정다혜 역
- 방은진 : 관찰관 역
- 이석구 : 형사반장 역
- 허동훈 : 주유소사내 역
- 최원희 : 주유소사내 역
- 류현철 : 점박이 역
- 한춘일 : 배 사장 역
- 송귀현 : 전 부장 역
- 김필수 : 선배 역
- 김세영 : 담당의사 역
- 안진수 : 안과과장 역
- 송광수 : 일반의사 역
- 노수성 : 형사 역
- 류성훈 : 카페 역